# أكيهيرو مايدا
أكيهيرو مايدا (باليابانية: 前田章宏؛ بالكانا: まえだ あきひろ) هو لاعب كرة قاعدة ياباني، ولد في 19 يونيو 1983 في ناكاغاوا-كو في اليابان.

## وصلات خارجية
- أكيهيرو مايدا على موقع الدوري الياباني لكرة القاعدة (الإنجليزية)
- أكيهيرو مايدا على موقعبيزبول رفرنس.كوم (الدوري الثانوي) (الإنجليزية)